# Lampoh Drien
Lampoh Drien is een bestuurslaag in het regentschap Aceh Barat Daya van de provincie Atjeh, Indonesië. Lampoh Drien telt 457 inwoners (volkstelling 2010).